# 세바스티안 룰리
세바스티안 룰리(Sebastián Rulli, 1975년 7월 6일 ~ )는 아르헨티나의 배우이다.

## 출연 작품
- 어글리 베티 (2006)